# NCIS 21 сезон
Двадцять перший сезон американського поліцейського процедурного телесеріалу NCIS був анонсований 21 лютого 2023 року CBS, прем’єра відбулася 12 лютого 2024 року та завершилася 6 травня 2024 року. Це перший сезон, у якому не з’являється Девід МакКаллум (у ролі доктора Дональда «Дакі» Малларда ), який помер 25 вересня 2023 року, хоча його посмертно вказано в перших двох епізодах. Через страйки Гільдії сценаристів Америки та SAG-AFTRA у 2023 році сезон складається лише з 10 епізодів, що є найменшою кількістю в історії шоу, коротше навіть за 18 сезон, який було скорочено через пандемію COVID-19 у Сполучених Штатах. .Цей сезон також включає 1000-ту серію всієї франшизи <i id="mwFA">NCIS</i>, яка вийшла в ефір 15 квітня. Фінал попереднього сезону та прем’єрний епізод цього сезону транслювалися з інтервалом у дев’ять місяців, що стало найдовшою перервою в історії серіалу.
9 квітня 2024 року CBS продовжила показ шоу на 22-й сезон . 

## Місце подій
NCIS обертається навколо вигаданої групи спеціальних агентів Служби кримінальних розслідувань Військово-морських сил, які проводять кримінальні розслідування за участю ВМС США та Корпусу морської піхоти . Команду NCIS очолює спеціальний агент Олден Паркер, колишній спеціальний агент ФБР і досвідчений слідчий.

## Акторський склад і персонажі

### Основні
- Шон Мюррей — Тімоті Макгі, старший спеціальний агент NCIS, другий командувач MCRT
- Вілмер Вальдеррама — Нік Торрес, спеціальний агент NCIS
- Катріна Ло в ролі Джесіки Найт, спеціального агента NCIS
- Брайан Дітцен — доктор Джиммі Палмер, головний судмедексперт NCIS
- Діона Резоновер — Кейсі Хайнс, судово-медичний спеціаліст NCIS
- Девід МакКаллум — доктор Дональд «Дакі» Маллард, історик NCIS і колишній головний судмедексперт (епізоди 1–2; заслуга лише через смерть МакКаллума в 2023 році)
- Роккі Керролл — Леон Венс, директор NCIS
- Гері Коул — Олден Паркер, наглядовий спеціальний агент (SSA) групи реагування на серйозні справи (MCRT), призначений до військово-морської верфі Вашингтона та колишній спеціальний агент ФБР.

### Спеціально запрошена зірка
- Майкл Везерлі — Ентоні ДіНоззо, колишній старший спеціальний агент NCIS

### Визначні виконавці
- Джо Спано — Тобіас Форнелл, приватний детектив і колишній старший спеціальний агент ФБР
- Аль Сапієнца — Моріс Ріва
- Кім Матула — колишній агент ФБР Роуз
- Майкл Гарза — Реймундо де Леон
- Кріс Петровскі — Лев Троцький
- Девід Старжик — Аллан Бергер, член ради США
- Кріс Маккенна в ролі Еріка Вебба, колишнього агента NCIS, який став агентом ЦРУ
- Джейк Томас — Дерек Бейлі, старшина ВМС
- Рассел Вонг — Фен Чжао, відповідальний спеціальний агент NCIS і батько Найта
- Марго Гаршман — Даліла Філдінг-Макгі, аналітик розвідки Міністерства оборони США та дружина Макгі
- Ті Джей Тайн — Флетчер Восс, генеральний директор Bandium
- Крістіна Кірк — доктор Клара Логан
- Тім Расс — доктор Ерік Харпер
- Аластер Дункан — Рон Девенпорт

### Перетинання сюжетів

#### NCIS: Гаваї
- Ванесса Лачі — Джейн Теннант, відповідальний спецагент NCIS

#### NCIS: Лос-Анджелес
- Даніела Руа — Кенсі Блай, спеціальний агент NCIS

## Хід зйомок
21 лютого 2023 року серіал NCIS було продовжено на двадцять перший сезон, прем’єра якого відбулася 12 лютого 2024 року. Зйомки сезону було затримано через страйки WGA та SAG-AFTRA у Сполучених Штатах. 
Девід МакКаллум, який виконував роль доктора Дональда «Дакі» Малларда в перших 20 сезонах серіалу, помер 25 вересня 2023 року.  Друга серія сезону присвячена йому:  сповнена різними кліпами з минулих епізодів, які віддають шану життю Дакі та спільним спогадам команди, а також появою колишнього учасника акторського складу Майкла Везерлі, коли ДіНоззо висловив підтримку Палмеру за мить до похорону.
5 січня 2024 року було оголошено, що зірка NCIS: Лос-Анджелес Даніела Руа буде режисером епізоду цього сезону , пізніше виявилося, що це буде епізод 4 під назвою «Left Unsaid».
14 березня 2024 року стало відомо, що і Руа, і Ванесса Лачі з’являться як Кенсі Блай і Джейн Теннант відповідно в 1000-му епізоді франшизи, хоча ні Кенсі, ні Джейн не з’являлися «особисто» перед Вашингтонською командою. 

## Рейтинги
Шаблон:Television episode ratings